# Eita Kobayashi
Eita Kobayashi (小林 瑛太 Kobayashi Eita?, nacido el 27 de octubre de 1991), conocido como Eita, es un luchador profesional japonés que actualmente trabaja para Pro Wrestling NOAH, pero anteriormente trabajaba para Dragon Gate donde es más conocido como el exlíder del stable de villanos Real Extreme Diffusion (R・E・D), en el que lideró el stable durante casi toda su trayectoria. Como parte de su personaje actual de narcisista, se le conoce como Número Uno (dicho en español).

## Carrera de lucha libre profesional

### Dragon Gate (2011-2012)
Kobayashi se formó como luchador profesional en la escuela de lucha libre "Dragon Gate Nex" de la promotora japonesa Dragon Gate y debutó el 26 de enero de 2011 en el evento Sanctuary.71 de Dragon Gate Nex en Kobe, Hyogo, Japón, donde empató con su compañero Yosuke Watanabe. Posteriormente, se incorporó a los eventos principales de Dragon Gate como novato de bajo rango. El 20 de febrero de 2012, fue uno de los 10 luchadores que compitieron por el título número uno del Open the Dream Gate Championship, pero fue derrotado por Pac.

## Campeonatos y logros
- Desastre Total Ultraviolento

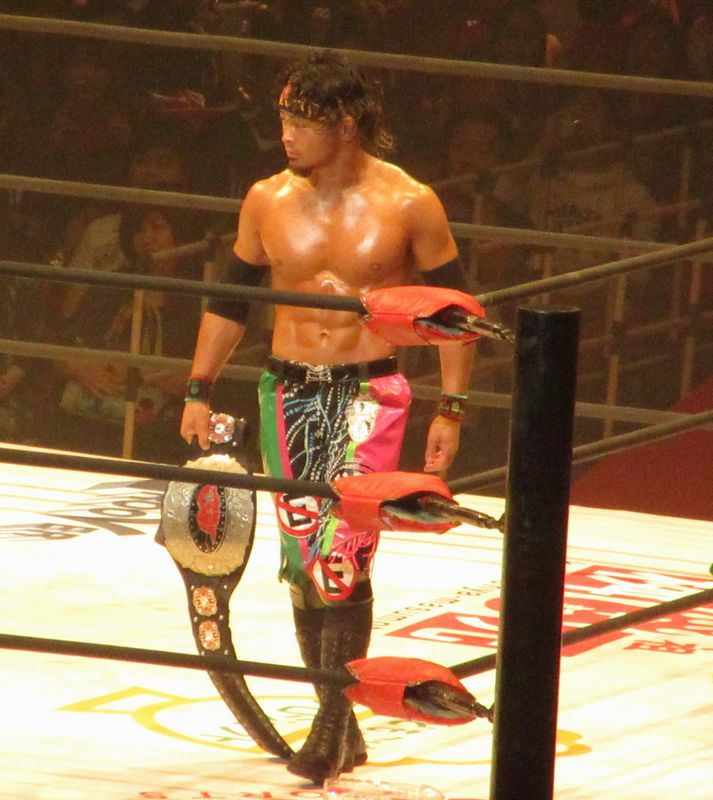
Eita como Campeón Open The Brave Gate en 2016.

  - DTU Alto Rendimiento Championship (1 vez)[2]
- Dragon Gate
  - Open the Dream Gate Championship (1 vez)
  - Open the Brave Gate Championship (2 veces)
  - Open the Triangle Gate Championship (6 veces) — con Flamita & T-Hawk (1), T-Hawk & U-T (1),[3][4] Kaito Ishida & H.Y.O (2) y Nosawa Rongai & Kotaro Suzuki (2)
  - Open the Twin Gate Championship (5 veces) – con T-Hawk (4), y Big R Shimizu (1)[5][6]
  - King of Gate (2020)
  - Interim Open the Twin Gate Championship (1 vez) – con T-Hawk[7]
  - King of Chop (2012)[8]
  - Open the Triangle Gate Championship Next Challenger Team One Night Tournament (2013) – con Flamita & T-Hawk
  - Summer Adventure Tag League (2013) – con T-Hawk[7]

- Pro Wrestling Noah
  - GHC Junior Heavyweight Championship (2 veces)
  - GHC Junior Heavyweight Tag Team Championship (3 veces) — con Nosawa Rongai (1), Yoshinari Ogawa (1) y Shuji Kondo (1)

- Pro Wrestling Illustrated
  - Situado en el No. 120 de los 500 luchadores individuales en PWI 500 en 2021[9]